# Lisa Totzauer
Lisa Totzauer, auch Elisabeth Totzauer, (* 1970 in Wien) ist eine österreichische Fernsehjournalistin. Ab 2013 war sie Infochefin von ORF eins, am 25. Mai 2018 wurde sie zur Channelmanagerin von ORF eins bestellt.

## Leben
Lisa Totzauer studierte nach der Matura Vergleichende Literaturwissenschaften und Französisch, das Studium schloss sie 1997 an der Universität Wien als Magistra ab.
Anschließend begann sie ihre Laufbahn beim Österreichischen Rundfunk (ORF) beim Aktuellen Dienst des Landesstudios Niederösterreich. Ab 1999 war sie Live-Reporterin und Redakteurin für Innenpolitik, Wirtschaft und Chronik für die ZIB 2. 2003 wechselte sie als Chefin vom Dienst, Innenpolitikredakteurin und Live-Reporterin in die Zeit im Bild, deren Sendungsverantwortliche sie von 2007 bis 2013 war.
2013 wurde sie auf Vorschlag von Fernsehdirektorin Kathrin Zechner von Generaldirektor Alexander Wrabetz zur Infochefin von ORF eins bestellt. Sie folgte in dieser Funktion Cornelia Vospernik nach und verantwortete Formate wie  DOKeins, ZiB-Flash, ZiB 20 und das ZiB Magazin, das sie ebenso leitend mitentwickelte wie die Wahlfahrt, Wahlfahrt Europa und Nationalraten – Die politische Quiz-Talk-Show.
Ab 28. Mai 2018 war sie als Leiterin Channel Management Senderchefin von ORF eins. Ihre größten Erfolge als leitende Channel Managerin: Q1, Starmania21, SOKO Linz, Fakt oder Fake, Kabarettspieleabend, Freistunde, Fannys Friday, Ziemlich bester Urlaub, Live aus dem SK1. Channelmanager von ORF 2 wurde Alexander Hofer. Ebenfalls im Jahr 2018 absolvierte sie das EBU Executive Programme sowohl in Los Angeles als auch in Barcelona und New York.
2018 veröffentlichte sie zudem einen Gastbeitrag im Medienhandbuch sowie 2020 für das Funder Institut einen Report zum Thema „Was wir Medien aus Corona lernen können“.
Am 13. Juli 2021 gab sie bekannt, dass sie sich bei der Wahl im August als ORF-Generaldirektorin bewirbt. Nach dem amtierenden Generaldirektor Wrabetz war sie die zweite Bewerberin. Am 4. Jänner 2022 wurde Stefanie Groiss-Horowitz in Nachfolge von Totzauer interimistisch mit der Leitung von ORF 1 betraut. Totzauer wurde am 10. Jänner 2022 zur Hauptabteilungsleiterin Magazine und Servicesendungen bestellt.

## Auszeichnungen
- 2013: Leopold-Kunschak-Pressepreis[12]
- 2016: Journalistin des Jahres: Sonderpreis für Innovationen[13]
- 2018: Medienlöwin in Gold[14][15]